# Eternal Flame (bài hát)
"Eternal Flame" là một bài hát của ban nhạc Mỹ The Bangles nằm trong album phòng thu thứ ba của họ, Everything (1988). Nó được phát hành như là đĩa đơn thứ hai trích từ album vào ngày 17 tháng 2 năm 1989 bởi Columbia Records. Bài hát được đồng viết lời bởi giọng ca chính của nhóm Susanna Hoffs với bộ đôi nhạc sĩ Tom Kelly và Billy Steinberg, những cộng tác viên quen thuộc xuyên suốt sự nghiệp của The Bangles, trong khi phần sản xuất được đảm nhiệm bởi Davitt Sigerson. Không giống như những bản nhạc mang giai điệu sôi động trích từ phần còn lại của Everything, "Eternal Flame" là một bản pop ballad mang nội dung đề cập đến cảm giác ấm áp trong tình yêu của một cô gái, trong đó cô sử dụng hình tượng ngọn lửa vĩnh cửu như là một biểu tượng cho tình yêu bất diệt và hỏi người yêu có cảm thấy giống như cô. Nguồn cảm hứng cho bài hát xuất phát từ một lần nhóm đến thăm ngôi mộ của Elvis Presley ở Graceland, và tại một giáo đường địa phương ở Palm Springs nơi Steinberg từng đến khi còn nhỏ.
Sau khi phát hành, "Eternal Flame" nhận được những phản ứng tích cực từ các nhà phê bình âm nhạc, trong đó họ đánh giá cao chất giọng tình cảm của Hoffes và nội dung lời bài hát mộc mạc nhưng ý nghĩa, đồng thời gọi đây là một điểm nhấn nổi bật từ album. Bài hát cũng gặt hái những thành công vượt trội về mặt thương mại trên toàn thế giới, đứng đầu các bảng xếp hạng ở Úc, Ireland, Hà Lan, Na Uy, Thụy Điển và Vương quốc Anh, và lọt vào top 10 ở tất cả những quốc gia nó xuất hiện, bao gồm vươn đến top 5 ở những thị trường lớn như Áo, Canada, Pháp, Đức, New Zealand và Thụy Sĩ. Tại Hoa Kỳ, nó đạt vị trí số một trên bảng xếp hạng Billboard Hot 100 trong một tuần, trở thành đĩa đơn quán quân thứ hai và cũng là đĩa đơn cuối cùng của nhóm vươn đến top 10 tại đây. Tuy nhiên, The Bangles đã chính thức tuyên bố tan rã vào tháng 9 năm 1989 bởi những bất đồng không thể giải quyết, chỉ sau gần sáu tháng kể từ khi bài hát đứng đầu các bảng xếp hạng.
Video ca nhạc cho "Eternal Flame" được đạo diễn bởi Tim Pope và ghi hình dưới phông nền tối, trong đó bao gồm những cảnh quay cận mặt Hoffs đang trình diễn bài hát, xen kẽ với những hình ảnh những thành viên còn lại xuất hiện và hát theo. Để quảng bá bài hát, The Bangles đã trình diễn nó trên nhiều chương trình truyền hình và lễ trao giải lớn, bao gồm The Arsenio Hall Show và Top of the Pops, cũng như trong nhiều chuyến lưu diễn của họ. Được ghi nhận là bài hát trứ danh trong sự nghiệp của nhóm, "Eternal Flame" đã được hát lại và sử dụng làm nhạc mẫu bởi nhiều nghệ sĩ, như Bonnie Tyler, Shane Filan, Atomic Kitten và 3T, cũng như xuất hiện trên nhiều tác phẩm điện ảnh và truyền hình, bao gồm The Crazy Ones, Ghost Whisperer, How I Met Your Mother, The Neighbors, Pitch Perfect, Scream Queens và True Blood. Ngoài ra, nó còn xuất hiện trong nhiều album tuyển tập của họ, bao gồm Greatest Hits (1990), Best of the Bangles (1999), Eternal Flame (2001) và The Essential Bangles (2004).

## Danh sách bài hát
Đĩa 7"
1. "Eternal Flame" – 3:55
2. "What I Meant To Say" – 3:20

Đĩa CD tại châu Âu và Anh quốc
1. "Eternal Flame" – 3:55
2. "Walk Like An Egyptian" (12" Dance phối) – 3:55
3. "What I Meant To Say" – 3:20

## Xếp hạng
| Bảng xếp hạng (1989)                  | Vị trí cao nhất |
| ------------------------------------- | --------------- |
| Úc (ARIA)                             | 1               |
| Áo (Ö3 Austria Top 40)                | 3               |
| Bỉ (Ultratop 50 Flanders)             | 1               |
| Canada (RPM)                          | 4               |
| Châu Âu (European Hot 100 Singles)    | 2               |
| Phần Lan (Suomen virallinen lista)    | 9               |
| Pháp (SNEP)                           | 5               |
| Đức (Official German Charts)          | 4               |
| Ireland (IRMA)                        | 1               |
| Hà Lan (Dutch Top 40)                 | 1               |
| Hà Lan (Single Top 100)               | 1               |
| New Zealand (Recorded Music NZ)       | 4               |
| Na Uy (VG-lista)                      | 1               |
| Thụy Điển (Sverigetopplistan)         | 1               |
| Thụy Sĩ (Schweizer Hitparade)         | 2               |
| Anh Quốc (OCC)                        | 1               |
| Hoa Kỳ Billboard Hot 100              | 1               |
| Hoa Kỳ Adult Contemporary (Billboard) | 1               |

| Bảng xếp hạng (1989)                 | Vị trí |
| ------------------------------------ | ------ |
| Australia (ARIA)                     | 4      |
| Austria (Ö3 Austria Top 40)          | 10     |
| Belgium (Ultratop 50 Flanders)       | 3      |
| Canada (RPM)                         | 26     |
| Europe (European Hot 100 Singles)    | 4      |
| France (SNEP)                        | 38     |
| Germany (Official German Charts)     | 19     |
| Netherlands (Dutch Top 40)           | 1      |
| Netherlands (Single Top 100)         | 5      |
| New Zealand (Recorded Music NZ)      | 15     |
| Switzerland (Schweizer Hitparade)    | 5      |
| UK Singles (Official Charts Company) | 3      |
| US Billboard Hot 100                 | 32     |
| US Adult Contemporary (Billboard)    | 19     |

| Bảng xếp hạng (1980-89)    | Vị trí |
| -------------------------- | ------ |
| Netherlands (Dutch Top 40) | 6      |

## Chứng nhận
| Quốc gia                                                                           | Chứng nhận | Số đơn vị/doanh số chứng nhận |
| ---------------------------------------------------------------------------------- | ---------- | ----------------------------- |
| Úc (ARIA)                                                                          | Bạch kim   | 70.000^                       |
| Pháp (SNEP)                                                                        | Bạc        | 220,000                       |
| Hà Lan (NVPI)                                                                      | Bạch kim   | 100.000^                      |
| Thụy Điển (GLF)                                                                    | Vàng       | 25.000^                       |
| Anh Quốc (BPI)                                                                     | Vàng       | 400.000^                      |
| Hoa Kỳ (RIAA)                                                                      | Vàng       | 500.000^                      |
| * Chứng nhận dựa theo doanh số tiêu thụ. ^ Chứng nhận dựa theo doanh số nhập hàng. |            |                               |